# Dipentodontaceae
Die Dipentodontaceae sind eine Pflanzenfamilie in der kleinen Ordnung der Huerteales.

## Beschreibung

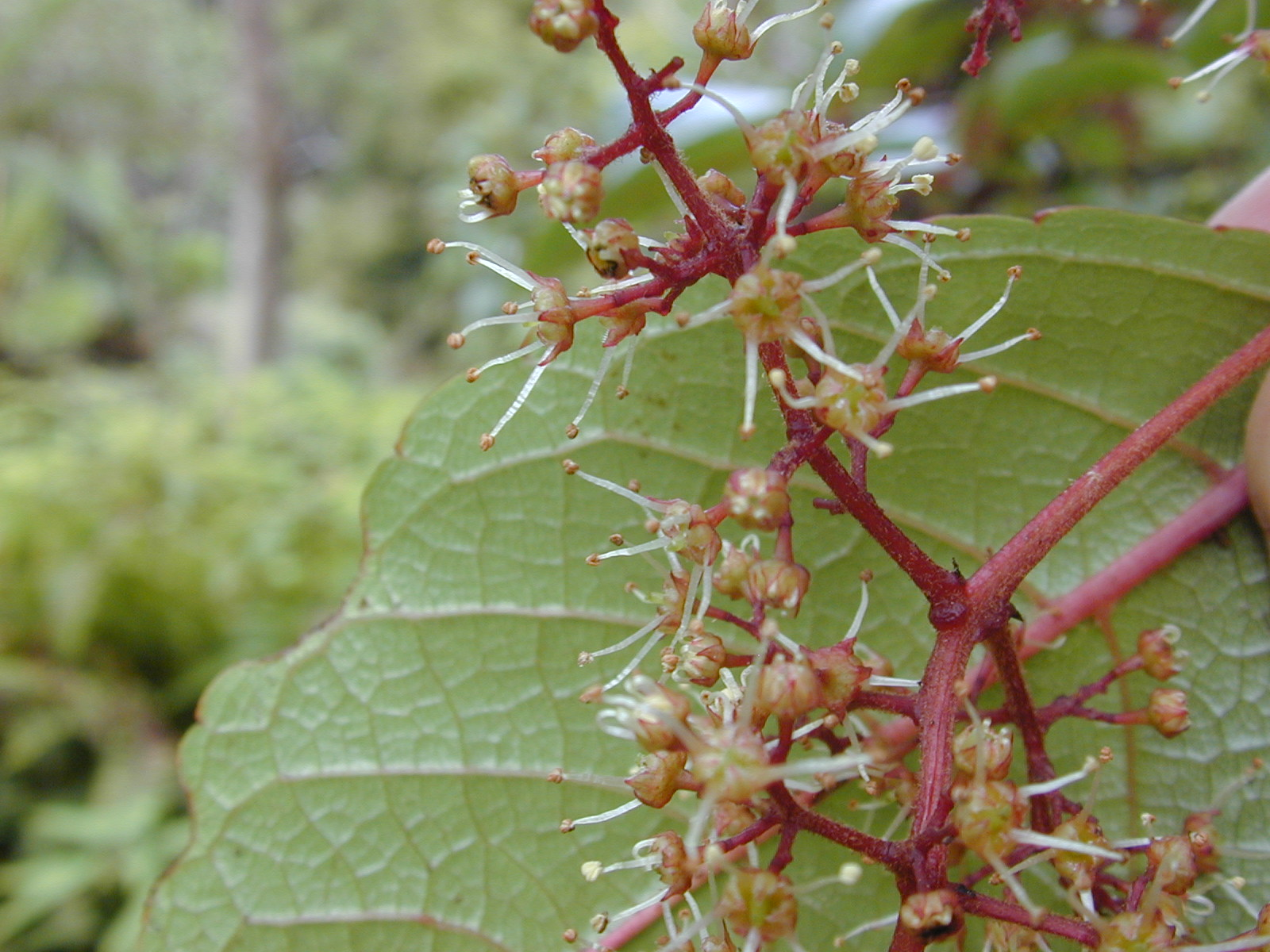
Perrottetia sandwicensis blühend

Es sind laubabwerfende bis halbimmergrüne Bäume oder Sträucher. Die wechselständig angeordneten Laubblätter sind gestielt und einfach. Der Blattrand ist gesägt. Es sind Nebenblätter vorhanden.
An einjährigen Zweigen stehen achselständige, zusammengesetzte Gesamtblütenstände, die aus unterschiedlich aufgebauten Teilblütenständen zusammengesetzt sind. Die kleinen (Durchmesser 1 bis 4 mm), radiärsymmetrischen Blüten sind meist fünf-, seltener vier- bis siebenzählig. Bei Dipentodon sind die Blüten zwittrig. Bei Perrottetia sind die Blüten eingeschlechtig und die Pflanzen zweihäusig getrenntgeschlechtig (diözisch). Der Blütenbecher (Hypanthium) ist kurz. Es sind zwei Kreise mit Blütenhüllblättern vorhanden; sie unterscheiden sich mehr oder weniger stark. Es ist ein Diskus vorhanden. Es ist nur ein Kreis mit meist fünf (vier bis sieben) freien, fertilen Staubblättern vorhanden. Zwei oder drei Fruchtblätter sind zu einem oberständigen Fruchtknoten verwachsen mit einem Griffel.
Die steinfruchtähnlichen Früchte sind einsamige Kapselfrüchte oder zwei- bis viersamige Beeren. Die Samen können einen Arillus besitzen. Das Endosperm ist dünn.

## Systematik
Die Dipentodontaceae sind ein molekulargenetisch definiertes Taxon. Beide Gattungen wurden meist in die Familie der Celastraceae gestellt. Diese Familie besitzt ein disjunktes Areal.
In der Familie Dipentodontaceae gibt es nur zwei Gattungen mit etwa 16 Arten:
- Dipentodon Dunn: Es ist eine monotypische Gattung:
  - Dipentodon sinicus Dunn: Es ist ein im südlichen China, in Myanmar und Assam beheimateter Baum.[1]
- Perrottetia Kunth: Mit etwa 18 Arten. Diese Gattung besitzt ein disjunktes Areal: zum einen von China bis zum malaiischen Archipel und dem nordöstlichen Australien, zum anderen Mexiko bis Peru und Bolivien, dazu noch Hawaii.[1]

## Weiterführende Literatur
- Li-Bing Zhangab, Mark P. Simmonsac: Phylogeny and delimitation of the Celastrales inferred from nuclear and plastid genes. In: Systematic Botany. Bd. 31, Nr. 1, 2006, ISSN 0363-6445, S. 122–137, doi:10.1600/036364406775971778.